# Nausinoe lacustrinalis
Nausinoe lacustrinalis là một loài bướm đêm trong họ Crambidae.